# 新開 (高雄市)
新開，是臺灣高雄市六龜區的一個傳統地域名稱，位於該區東部北側。相較於今日行政區，其範圍大致包括興龍里中部及北部凸出部分、新發里荖濃溪左岸地區、寶來里荖濃溪左岸地區。
本地區境內主要聚落為寶來、蘇羅埔（蘇羅婆）、下新開、上新開、塚仔埔，設有寶來國中、寶來國小、新發國小。

## 歷史
台灣日治初期，新開地區西部中、南段的新開、塚仔埔聚落及附近地區劃入於「土壠灣庄」（舊制街庄），隸屬於楠梓仙溪東里。該庄昔日北、東、南三邊與蕃地為鄰，西邊隔荖濃溪與六龜里庄、荖濃庄為界。
1901年（日治明治三十四年）11月11日，全台廢縣廳改設二十廳，該庄隸屬於蕃薯藔廳。1904年（明治三十七年）2月16日，該庄編入「六龜里區」，隸屬於蕃薯藔廳。
1909年（明治四十二年）4月20日，該庄北部地區拆出並結合臨近蕃地，成立「新開庄」。新開庄的北及東與蕃地為鄰，南邊為縮編後的土壠灣庄，西邊隔荖濃溪與荖濃庄為界。該庄亦編入「六龜里區」。
同年10月25日，全台合併二十廳為十二廳，六龜里區改隸屬於阿緱廳。1920年（大正九年）10月1日，全台地方制度大改正，廢十二廳改設五州二廳，該庄改制為「新開」大字，隸屬於高雄州屏東郡六龜庄（新制街庄）。1932年12月1日，六龜庄改隸屬於旗山郡。
戰後六龜庄改制為六龜鄉，隸屬於高雄縣，大字亦改制為村。1950年（民國39年）10月1日，高、屏分治，六龜鄉仍隸屬於高雄縣。2010年（民國99年）12月25日，高雄縣、市合併為直轄高雄市，六龜鄉改制為六龜區，村亦改制為里。

## 聚落
本地區發展較早的聚落為新開（已消失）、塚仔埔，在日治初期的官方地圖上已有記載。此外，本地區尚有寶來、蘇羅埔（蘇羅婆）、下新開、上新開等聚落。

## 交通
省道台20線的部分路段又稱「南部橫貫公路」，是台南至德高的幹道（目前並未全線通車），經過本地區西北部的寶來聚落。由該道路西行可前往甲仙區、台南市南化區、玉井區、左鎮區等地；東行可前往桃源區，並止於梅山口；隨後路段「有條件通車」至中斷點天池。
省道台27線是荖濃至烏龍的幹道，經過本地區西部南側的塚仔埔聚落。由該道路北行可前往荖濃地區，並止於下荖濃聚落的省道台20線路口；南行可前往屏東縣高樹鄉、鹽埔鄉、九如鄉/長治鄉交界地帶、屏東市等地。
區道高133線是寶來至新發的道路，全線位於本地區境內。其北側端點（起點）位於本地區西北部、寶來聚落的省道台20線路口，南側端點（終點）位於本地區西部中偏南側的省道台27線轉彎路口，途中經過蘇羅埔（蘇羅婆）、下新開、上新開等聚落。

## 學校
- 寶來國中
- 寶來國小
- 新發國小

## 公務機關
- 高雄市政府警察局六龜分局寶來派出所
- 高雄市政府消防局第六大隊寶來消防分隊